# Elke Erb

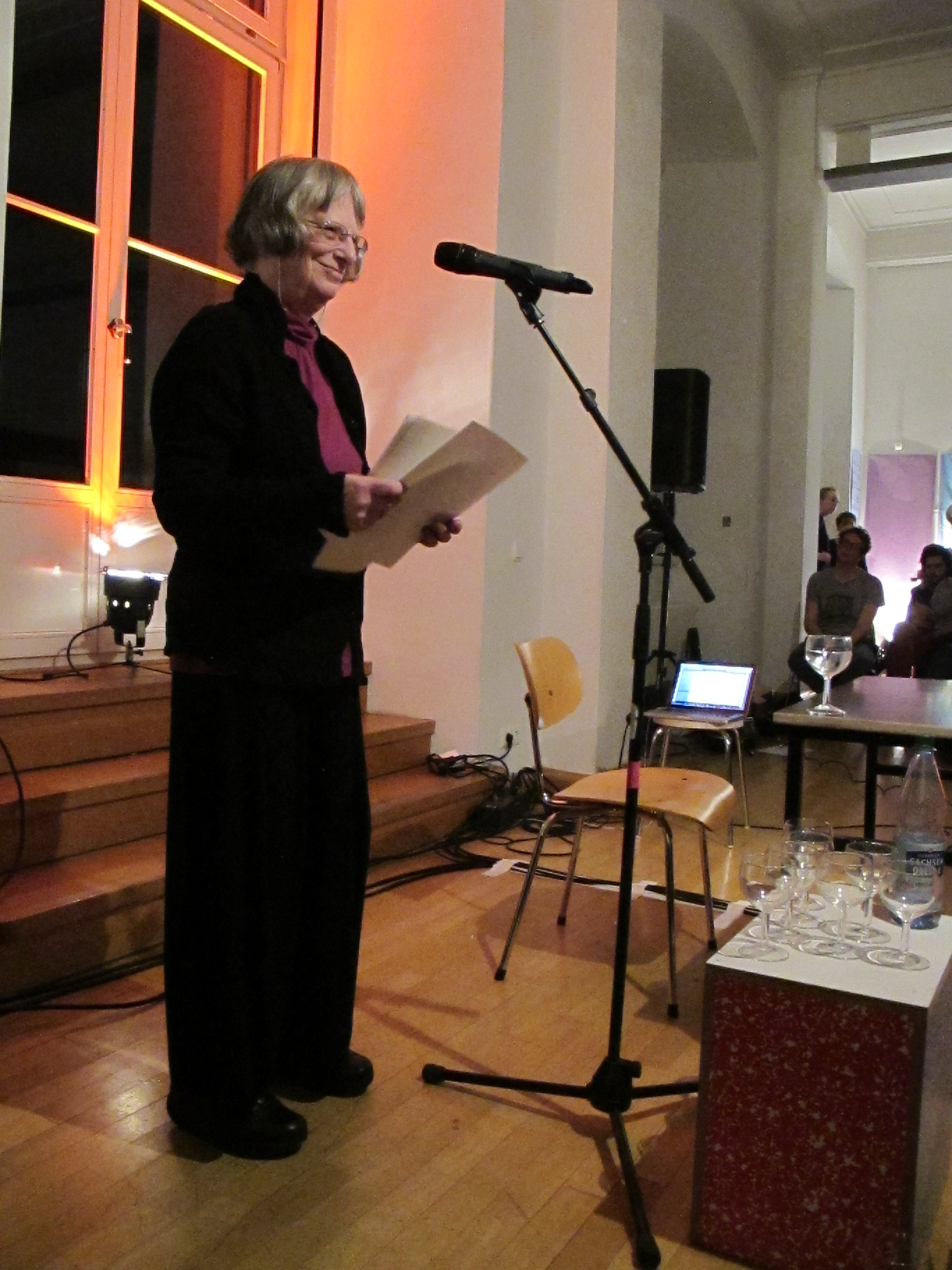
Elke Erb (2014)

Elke Erb (* 18. Februar 1938 in Scherbach (Rheinland); † 22. Januar 2024 in Berlin) war eine deutsche Lyrikerin und Übersetzerin. Für ihre herausfordernden Sprachexperimente, ihren poetischen Eigensinn und ihre kritische Haltung zu den Verhältnissen in der DDR bekannt; obwohl ihre Rolle als Lektorin sie in das staatlich kontrollierte Verlagssystem und somit in die Mechanismen der Zensur einband, war ihr persönliches Wirken durch Widerstand und Kritik geprägt. Im Jahr 2020 erhielt sie den Georg-Büchner-Preis.

## Leben und Wirken
Elke Erb war eine der drei Töchter des Literaturwissenschaftlers Ewald Erb (1903–1978). Sie war die ältere Schwester der Schriftstellerin Ute Erb. Der Vater holte seine Familie 1949 aus dem Rheinland in die DDR nach Halle (Saale), wo die Töchter zunächst in den Franckeschen Stiftungen lebten. Von 1958 bis 1959 war Elke Erb Landarbeiterin. Sie studierte anschließend Germanistik, Slawistik, Geschichte und Pädagogik in Halle. 1963 machte sie ihr Lehrerexamen und arbeitete bis 1965 als Lektorin beim Mitteldeutschen Verlag.
Von 1967 bis 1978 war sie mit Adolf Endler verheiratet, ihr gemeinsamer Sohn ist Konrad Endler.
Ab 1966 war sie freie Schriftstellerin. In Berlin wohnte sie ab 1968 in der Rheinsberger Straße im Bezirk Mitte dicht an der Grenze zum Prenzlauer Berg. 1969 unternahm sie eine Reise nach Georgien. Als ihre erste umfangreiche Übersetzung erschienen 1974 Texte von Marina Zwetajewa. Sie trat als Verfasserin von Kurzprosa, Lyrik und prozessualen Texten hervor, mit Übersetzungen (unter anderem Romane von Oleg Jurjew und Gedichte von Olga Martynova) und mit Nachdichtungen vor allem aus dem Russischen (aber auch aus dem Englischen, Italienischen, Georgischen und anderen Sprachen) sowie als Herausgeberin (unter anderem Jahrbuch der Lyrik).
In einem Gespräch mit der Schriftstellerin Christa Wolf, publiziert am Ende ihres Bandes Der Faden der Geduld, beschreibt Erb ihren experimentellen literarischen Ansatz, der zugleich ein existenzieller ist:

„Ich bin außerhalb der Form. Und das ist eine Chance und ein Risiko. Die Menschheit geht mit mir ein Risiko ein, ich diene als Risiko.“

Ihre Nähe zur unabhängigen Friedensbewegung, die Mitarbeit an einer inoffiziellen Lyrik-Anthologie und ihr Protest gegen die Ausbürgerung des Bürgerrechtlers Roland Jahn führten zur Überwachung durch die Staatssicherheit. Ein vom Vorstand des Schriftstellerverbandes der DDR unter Hermann Kant betriebener Versuch, sie aus dem Verband auszuschließen, konnte beim Bezirksverband Berlin nicht durchgesetzt werden.

„Den Sinn ihres Widerspruchs indessen hätten diese Texte nicht haben können, hätten sie nicht einen eigenen, autonomen Sinn aufgebaut. Der war es (und nicht Kampfgeist), der sich einen Weg aus Untertänigkeit, Konsumtion und unproduktiver Ausbeutung suchte.“

1988 erschien ihr viel beachteter Lyrikband Kastanienallee, für den sie mit dem Peter-Huchel-Preis 1988 ausgezeichnet wurde. In diesem Band erweitert sie ihr prozessuales Schreiben erstmals um eine „unhierarchische, kollektiv-aktiv förderliche Textform“, die Selbstkommentare mit einbezieht und ihre eigenen Produktionsbedingungen ausweist. In dem Band Kastanienallee sind erstmals in der DDR-Literatur deutliche Einflüsse der konkreten Poesie und der Wiener Gruppe spürbar, vor allem von Ernst Jandl und Friederike Mayröcker. Zudem weisen Elke Erbs Texte aus dieser Zeit eine große Nähe zur jüngeren Literatur-Avantgarde in Prenzlauer Berg auf (Bert Papenfuß, Stefan Döring, Druckhaus Galrev).
Unmittelbar nach 1989 wurde Elke Erb zu einer Kritikerin auch der bundesrepublikanischen Verhältnisse, der neuen Medien, der Abwicklung von DDR-Betrieben und der Treuhand-Spekulationen:

„Woher soll ein Sinn für Kultur kommen in einem Land, das kulturlos wirtschaftete? Und was sinnt die Deutsche Bank? Nur gut, denke ich (erfreut über den metaphorischen Griff:), daß sie Mecklenburg (zum Beispiel) nicht tilgen können, sollte sich herausstellen, Mecklenburg wirft nichts ab.“

Elke Erbs Bücher erschienen in kleineren Verlagen und Zeitschriften jenseits des Mainstreams. Seit 1998 publizierte sie vor allem bei dem auf Poesie spezialisierten Verleger Urs Engeler, zunächst in dessen Edition Urs Engeler Editor, dann in der Reihe roughbooks.

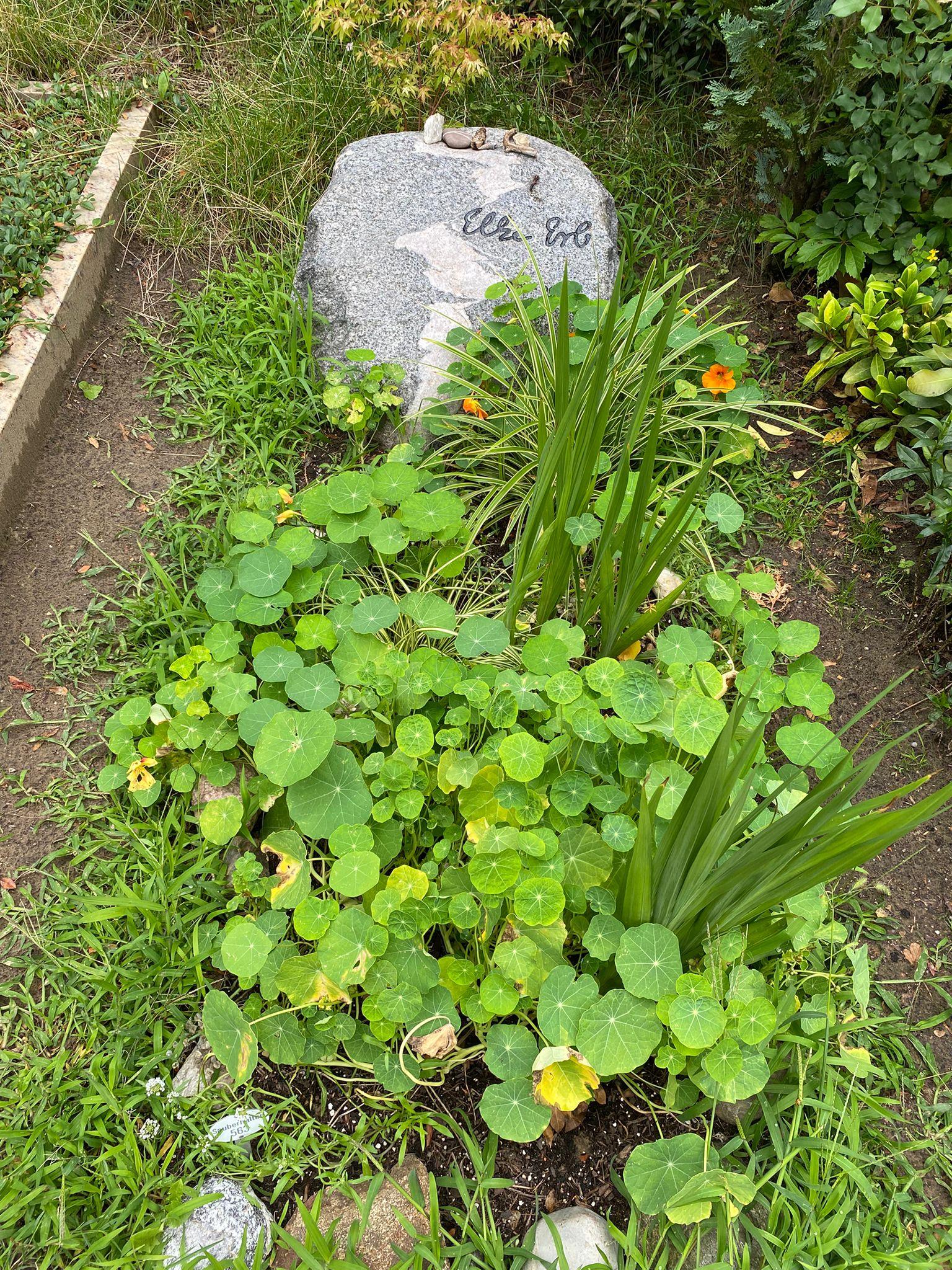
Grabstätte auf dem Dorotheenstädtischen Friedhof

Neben ihrem Schreiben arbeitete sie an neuen Lese- und Präsentationsformen von Literatur und engagierte sich für jüngere Autorinnen und Autoren. Zu den von ihr lektorierten und geförderten Nachwuchsautoren gehörten u. a. Monika Rinck, Ulf Stolterfoht, Steffen Popp und Christian Filips, mit dem sie ab 2006 in Berlin-Wedding in einer Wohngemeinschaft wohnte und neue Performance-Formate entwickelte (so das Format „Haushaltsfragen“ für das Prosanova-Festival 2011 in Hildesheim). 1994 erhielt sie die Rahel-Varnhagen-von-Ense-Medaille, als Lyrikerin und als Persönlichkeit, die sich um das literarische Leben in Berlin verdient gemacht hat.
Viel Beachtung fand der 2008 veröffentlichte Band Sonanz. 5-Minuten-Notate, in dem Elke Erb an die Tradition der écriture automatique des Surrealismus anschließt und diese fortschreibt.
Im Mai 2012 wurde Erb als Mitglied in die Akademie der Künste in Berlin berufen. 2017 erschien eine literaturwissenschaftliche Auseinandersetzung mit ihrem Werk in der Edition Text & Kritik. 2018 hielt sie die Berliner Rede zur Poesie unter dem Titel Das Gedicht ist, was es tut. 2019 verlieh ihr Bundespräsident Frank-Walter Steinmeier das Bundesverdienstkreuz mit der Begründung:

„Mit ihrem legendären Eigensinn, ihrem Sprachwitz und ihren originellen Wortschöpfungen ist sie auch heute gerade jungen Dichterinnen und Dichtern Inspiration. Elke Erb gehört mit ihrem umfangreichen Werk zu den bedeutendsten zeitgenössischen Lyrikerinnen deutscher Sprache, die in einem experimentellen Geist das Formenspektrum immer wieder erweitert hat.“

Für 2020 wurde Erb der Georg-Büchner-Preis zuerkannt. Die Deutsche Akademie für Sprache und Dichtung begründete die Preisvergabe damit, dass es der Autorin wie keiner anderen gelinge, „die Freiheit und Wendigkeit der Gedanken in der Sprache zu verwirklichen, indem sie sie herausfordert, auslockert, präzisiert, ja korrigiert“. Für Erb sei „Poesie eine politische und höchstlebendige Erkenntnisform“. Der Preis wurde ihr am 31. Oktober 2020 in Darmstadt verliehen.
Elke Erb war Mitglied der Sächsischen Akademie der Künste und lebte in Berlin und Wuischke in der Oberlausitz. Ihre letzte Ruhestätte erhielt sie auf dem Dorotheenstädtischen Friedhof.

## Werk
- Gutachten. Poesie und Prosa. Aufbau Verlag, Berlin/Weimar 1975.
- Einer schreit: Nicht! Geschichten und Gedichte. Wagenbach, Berlin 1976.
- Der Faden der Geduld. Aufbau Verlag, Berlin, Weimar 1978.
- Trost. Gedichte und Prosa. Deutsche Verlagsanstalt, Stuttgart 1982 (ausgewählt von Sarah Kirsch).
- Vexierbild. Aufbau Verlag, Berlin/Weimar 1983.
- Kastanienallee. Texte und Kommentare. Aufbau Verlag, Berlin/Weimar 1987, ISBN 978-3-351-00346-3.
- Gesichtszüge. Gedichte mit Grafik von Christine Schlegel van Otten. Edition Mariannenpresse, Berlin 1987, ISBN 3-922510-39-6.
- Winkelzüge oder Nicht vermutete, aufschlußreiche Verhältnisse (Illustrationen: Angela Hampel). Druckhaus Galrev, Berlin 1991.
- Nachts, halb zwei, zu Hause. Texte aus drei Jahrzehnten. Reclam Leipzig, Leipzig 1991 (ausgewählt von Brigitte Struzyk).
- Poets Corner 3: Elke Erb. Unabhängige Verlagsbuchhandlung Ackerstraße, Berlin 1991, ISBN 978-3-905591-42-2.
- Unschuld, du Licht meiner Augen. Gedichte. Steidl Verlag, Göttingen 1994, ISBN 978-3-88243-320-3
- Der wilde Forst, der tiefe Wald. Auskünfte in Prosa. Steidl Verlag, Göttingen 1995, ISBN 978-3-88243-364-7.
- Mensch sein, nicht. Gedichte und andere Tagebuchnotizen. Urs Engeler Editor, Basel/Weil am Rhein 1998, ISBN 978-3-905591-04-0.
- Leibhaftig lesen. Gedichte. Verlag Ulrich Keicher, Warmbronn 1999.
- Sachverstand. Werkbuch, Gedichte. Urs Engeler Editor, Basel/Weil am Rhein 2000, ISBN 978-3-905591-10-1.
- Lust. 2 Gedichte. Verlag Ulrich Keicher, Warmbronn 2001.
- Parabel. Verlag Unartig, Aschersleben 2002, ISBN 978-3-9807613-5-2.
- die crux. Gedichte. Urs Engeler Editor, Basel/Weil am Rhein 2003.
- Gänsesommer. Gedichte. Urs Engeler Editor, Basel/Weil am Rhein 2005, ISBN 978-3-905591-88-0.
- Freunde hin, Freunde her. Gedichte (= Lyrikedition 2000). BUCH&media, München 2005, ISBN 3-86520-154-7.
- Sonanz. 5-Minuten-Notate. Gedichte. Urs Engeler Editor, Basel/Weil am Rhein 2008.
- Wegerich. Wahn. Denn Wieso? Gedichte (aus Sonanz). Verlag Ulrich Keicher, Warmbronn 2008.
- Meins. Gedichte. roughbooks, Wuischke, Berlin/Holderbank 2010.
- Elke Erb. (= Poesiealbum. 301). Märkischer Verlag, Wilhelmshorst 2012, ISBN 978-3-943708-01-1.
- Das Hündle kam weiter auf drein. Gedichte. roughbooks, Berlin, Wuischke/Solothurn 2013.
- Sonnenklar. Gedichte. roughbooks, Berlin, Wuischke/Solothurn 2015, ISBN 978-3-906050-38-6.
- Gedichte und Kommentare. poetenladen, Leipzig 2016.
- Gedichtverdacht. Gedichte. roughbooks, Berlin, Wuischke/Schupfart 2019, ISBN 978-3-906050-44-7.
- Das ist hier der Fall. Ausgewählte Gedichte (= Bibliothek Suhrkamp. Band 1520). Berlin 2020, ISBN 978-3-518-22520-2.
- Notizbuch Ende der 90er. Auf Grundlage der Abschrift von 2020 herausgegeben von Steffen Popp. Engeler Verlag, Schupfart 2022, ISBN 978-3-906050-82-9.

### Hörbuch
- in: Dichtung des 20. Jahrhunderts: Meine 24 sächsischen Dichter. Hrsg. v. Gerhard Pötzsch, 2 CDs, Militzke Verlag, Leipzig 2009, ISBN 978-3-86189-935-8.

### Übersetzungen (Auswahl)
- Wiktor Rosow: Bruder Aljoscha: Stück in 2 Akten (Nach einem Motiv aus Dostojewskis Roman „Die Brüder Karamasow“). Unverkäufl. [Bühnen-]Ms. Henschelverl., Abt. Bühnenvertrieb, Berlin 1972.
- Marina Zwetajewa: Sechs Gedichte von Marina Zwetajewa: = (S̆estʹ stichotvorenij Mariny Cvetaevoj) (1973): Suite f. A. u. Klav. ; op. 143. Part. (Hrsg. u. übers. v. Elke Erb), Leipzig: Ed. Peters, 1978.
- Boris Pasternak: Luftwege. Ausgewählte Prosa. Leipzig: Reclam, 1986.
- Marina Zwetajewa: Das Haus am Alten Pimen: eine Auswahl. Reclams Universal-Bibliothek, Bd. 1247. Leipzig: Reclam, 1989.
- Oleg Jurjew: Die russische Fracht: Roman. Übersetzt von Elke Erb. Frankfurt, M: Suhrkamp, 2009.
- Oleg Jurjew: Halbinsel Judatin, Roman. Vom Autor neugeordnete und durchges. Fassung. Aus dem Russ. von Elke Erb unter Mitw. von Sergej Gladkich. Verlag Jung & Jung, Salzburg 2014, ISBN 978-3-99027-053-0.
- Oleg Jurjew: In zwei Spiegeln: Gedichte und Chöre (1984–2011). Übersetzt von Elke Erb u. a., Jung und Jung, 2012.
- Olga Martynowa: Von Tschwirik und Tschwirka: Gedichte. Übersetzt von Elke Erb und Olga Martynova, Literaturverl. Droschl, 2012.

## Hommage
- Deins. Lesebuch. roughbooks, Holderbank und Berlin 2011.[15]
- Aus der Ferne, 22 Gedichte mit 15 Zeichnungen, Auswahl der Gedichte und Grafiken: Strawalde, handsigniertes Künstlerbuch, 40 Seiten, 43,5 × 32 cm, im Schuber, Edition Rothahndruck, Berlin 2015

## Auszeichnungen
- 1988: Peter-Huchel-Preis für Kastanienallee
- 1990: Heinrich-Mann-Preis (zusammen mit Adolf Endler)
- 1993: Ehrengabe der Schillerstiftung
- 1994: Rahel-Varnhagen-von-Ense-Medaille
- 1995: Erich-Fried-Preis
- 1995: Ehrengast der Villa Massimo in Rom
- 1995: Ida-Dehmel-Literaturpreis
- 1999: Norbert-Conrad-Kaser-Lyrikpreis
- 1999: F.-C.-Weiskopf-Preis der Akademie der Künste Berlin
- 2002: Stipendiatin im Künstlerhaus Edenkoben
- 2007: Hans-Erich-Nossack-Preis für ihr Gesamtwerk
- 2011: Preis der Literaturhäuser
- 2011: Erlanger Literaturpreis für Poesie als Übersetzung[16]
- 2012: Roswitha-Preis
- 2012: Georg-Trakl-Preis für Lyrik
- 2013: Ernst-Jandl-Preis[17]
- 2015: Anke Bennholdt-Thomsen-Lyrikpreis der Deutschen Schillerstiftung[18]
- 2016: Liliencron-Dozentur für Lyrik
- 2018: Mörike-Preis der Stadt Fellbach
- 2019: Bundesverdienstkreuz
- 2020: Georg-Büchner-Preis